# Département d'Angaco
Le département d'Angaco est une des 19 subdivisions de la province de San Juan, en Argentine. Son chef-lieu est la ville de Villa El Salvador.
Le département a une superficie de 1 865 km2. Sa population s'élevait à 7 570 habitants au recensement de 2001.

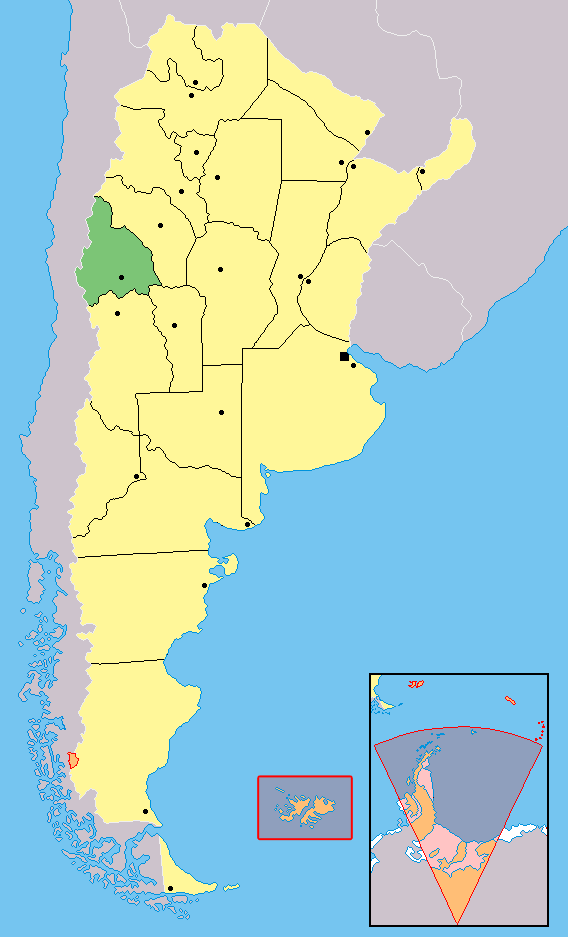
Localisation de la province de San Juan en Argentine

Angaco est un mot d’origine mapuche qui signifie « eau vive au flanc d'une colline ».
À l'arrivée des Espagnols en 1562, la région était habitée par des indiens huarpes ; leur cacique, Angaco, contrôlait le pays. Le mariage entre un des lieutenants de Juan Jufré, le capitaine Eugenio de Mallea, et de Teresa de Asencio, fille du cacique, permit aux Espagnols de s'emparer des terres. C'est sous le gouverneur Ignacio de la Roza qu'on procéda au partage des terres et qu'on borna les emprises nécessaires à la création de l'exploitation de la Vallée d’Angaco (les villes actuelles de San Martín, Angaco et Albardón).